# Inozitol trifosfatni receptor
Inozitol trisfosfatni receptor (InsP3R) je membranski glikoproteinski kompleks koji deluje kao 2+ kanal aktiviran inozitol trisfosfatom (InsP3). InsP3 receptor je bio otkriven malom mozgu pacova.

## Distribucija
On je nađen u znatnom broju tkiva. Njegova koncentracija ja posebno visoka u malom mozgu. U ćelijama se najveći deo ovoj receptora nalazi kao sastavni deo endoplazmatičnog retikuluma.

## Struktura
kompleks je formiran od četiri 313 kDa podjedinice. Kod vodozemaca, riba i sisara postoje 3 paraloga i oni mogu da formiraju homo- ili heterooligomere. InsP3R-1 je najzastupljeniji od ova tri proteina i nađen je u svim tipovima tkiva i u svim razvojnim fazama života. Gen ovog receptora ima četiri splajsna mesta. Alternativne splajsne varijante imaju različite farmakološke aktivnosti.

## Literatura
1. ↑  Foskett JK, White C, Cheung KH, Mak DO (2007). „Inositol trisphosphate receptor Ca2+ release channels”. Physiological Reviews. 87 (2): 593—658. PMC 2901638 . PMID 17429043. doi:10.1152/physrev.00035.2006.[мртва веза]

## Spoljašnje veze
- Inositol+Trisphosphate+Receptor на 